# Sociedad Zoológica de Londres
La Zoological Society of London (a veces denominada por sus siglas ZSL), Sociedad Zoológica de Londres, es una sociedad académica y científica fundada en abril de 1826 por Sir Stamford Raffles (1781-1826), George Eden, I conde de Auckland (1784-1849), Sir Humphry Davy (1778-1829), Dr. Joseph Sabine (1770-1837), Nicholas Vigors, MP (1785-1840) y otros eminentes naturalistas. 
Sir Stamford Raffles fue elegido el primer presidente, pero falleció pronto tras asumir este cargo en julio de 1826. Le sucedió Henry Petty-Fitzmaurice, III marqués de Lansdowne (1780-1863), quien consiguió una parcela en Regent's Park a un  alquiler nominal y supervisó la construcción de las primeras instalaciones para los animales. 
La Sociedad Zoológica de Londres es creado por decreto Real del rey Jorge IV, patrón de las artes y las ciencias, el 27 de marzo de 1829.

## Historia
El objeto de la ZSL era estudiar a los animales en una relativa libertad. En abril de 1828 los jardines zoológicos fueron abiertos a los miembros. En 1831 el rey Guillermo IV entregó la Real colección de animales a la Sociedad, y en 1847 fue admitido el público para ayudar a la financiación, los londinenses enseguida bautizarían los Jardines Zoológicos como el Zoo.  

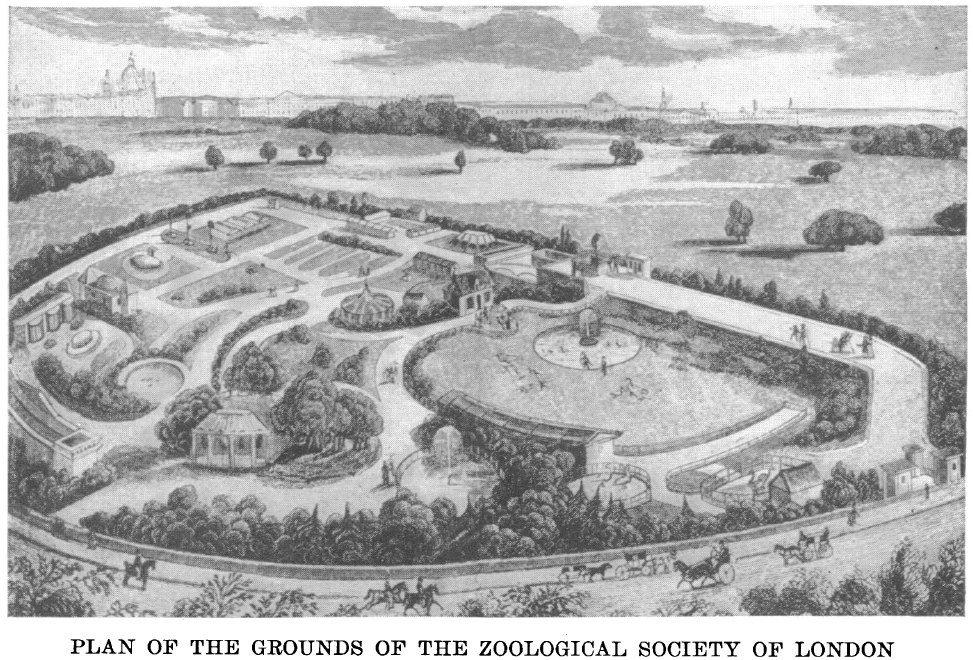
Plan de la Sociedad Zoológica (1829)

El Zoo de Londres pronto tuvo la más amplia colección de animales en el mundo. 
Cuando el siglo XX comienza, queda clara la necesidad de mantener e investigar a los grandes animales en un ambiente más natural. Sir Peter Chalmers Mitchell (secretario de la ZSL de 1903 a 1935) tuvo la visión de crear un nuevo parque a no más de 70 millas (113 km) de Londres, accesible así al público, y con al menos 200 acres (80 ha) de extensión. En 1926, beneficiándose de la gran depresión, encontró el lugar ideal: hacienda antigua en ruinas, próxima a la villa Whipsnade, y tenía casi 600 acres (2,4 km² = 240 ha) en las colinas Chiltern. 
ZSL compró la granja en diciembre de 1926 por 13.480 libras 12 chelines y 10 peniques. 
En 1928 llegaron los primeros animales al nuevo Zoológico de Whipsnade — dos faisanes de Amherst, un faisán dorado y cinco gallos de jungla rojos. Pronto les siguieron otros, incluyendo el ciervo muntjac, las llamas, los wombats y las mofetas. En 1931 el Zoo de Whipsnade fue abierto al público como el primer parque zoológico libre del mundo.

## Actividades

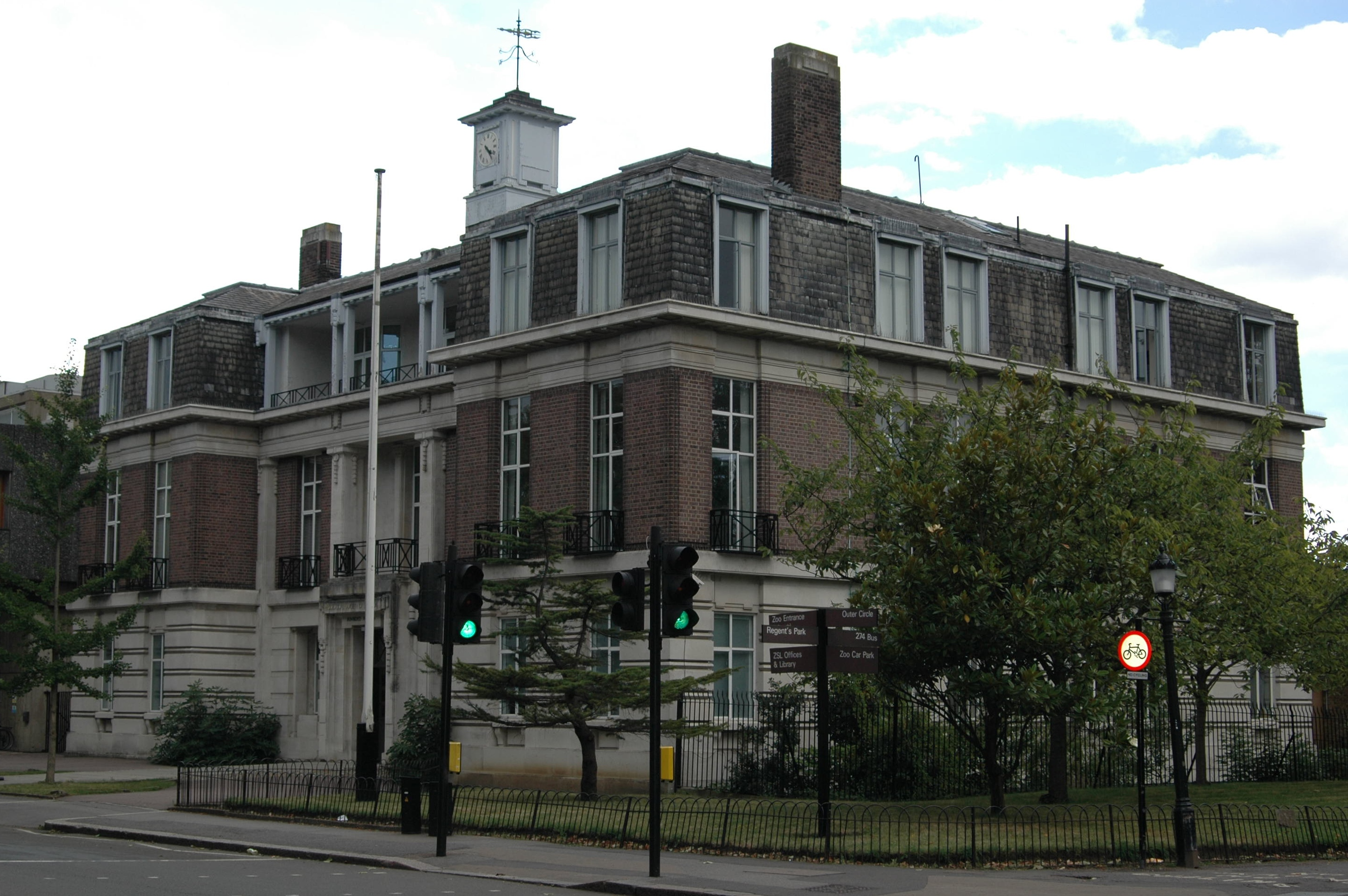
Sede ZSL en Londres NW3

En 1960 y 61, Solly Zuckerman, después barón Zuckerman (1904-93), entonces secretario de la ZSL, reunió fondos procedentes de dos fundaciones médicas para constituir unos laboratorios a modo de un instituto de zoología, el « Institute of Zoology », en donde los científicos serían empleados por la ZSL y desarrollarían su investigación. 
En 1962, Caroline, una oryx de Arabia, fue prestada a un rebaño en Phoenix, Arizona : esto inició el primer programa internacional cooperativo de cría.
Una entidad benéfica internacional en las áreas de educación, conservación y ciencia, desarrollando su mayor papel en la conservación de los animales y sus hábitats, ZSL dirige los Zoos de Londres y de Whipsnade.
Lleva a cabo investigación científica en el « Institute of Zoology » y está activamente involucrado en el campo de la conservación en otros países del mundo.  A su vez publica el Journal of Zoology desde 1830.
Miembros superiores de la Sociedad se denominan « Fellow » (en inglés).